# Zalesie (gmina)
Pour les articles homonymes, voir Zalesie.
Zalesie est une gmina rurale (gmina wiejska) de la powiat de Biała Podlaska, dans la Voïvodie de Lublin, dans l'est de la Pologne.
Son siège administratif (chef-lieu) est le village de Zalesie, qui se situe environ 18 kilomètres à l'est de Biała Podlaska (siège du powiat) et 104 kilomètres au nord-est de la capitale régionale Lublin (capitale de la voïvodie).
La gmina couvre une superficie de 147,16 km2 pour une population de 4 566 habitants en 2006.

## Histoire
De 1975 à 1998, la gmina est attachée administrativement à la voïvodie de Biała Podlaska.

Depuis 1999, elle fait partie de la voïvodie de Lublin.

## Géographie
La gmina inclut les villages et localités de :

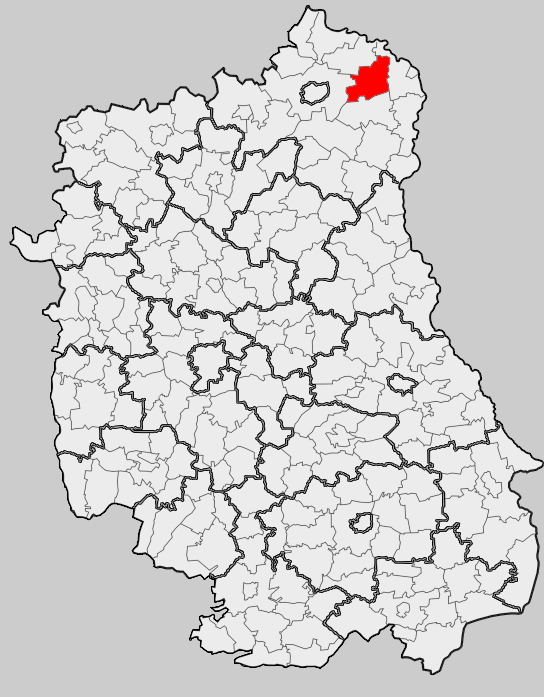
Position de la gmina dans la voïvodie

- Berezówka
- Dereczanka
- Dobryń Duży
- Dobryń Mały
- Dobryń-Kolonia
- Horbów
- Horbów-Kolonia
- Kijowiec
- Kijowiec-Kolonia
- Kłoda Duża
- Kłoda Mała
- Koczukówka
- Lachówka Duża
- Lachówka Mała
- Malowa Góra
- Nowosiółki
- Wólka Dobryńska
- Zalesie

### Gminy voisines
La gmina de Zalesie est voisine des gminy de:
- Biała Podlaska
- Piszczac
- Rokitno
- Terespol

## Structure du terrain
D'après les données de 2002, la superficie de la commune de Zalesie est de 147,16 kilomètres carrés, répartis comme telle :
- terres agricoles : 61 %
- forêts : 34 %

La commune représente 5,34 % de la superficie du powiat.

## Démographie
Données du 30 juin 2004:
| Description        | Total  | Total | Femmes | Femmes | Hommes | Hommes |
| ------------------ | ------ | ----- | ------ | ------ | ------ | ------ |
| Unité              | Nombre | %     | Nombre | %      | Nombre | %      |
| Population         | 4 559  | 100   | 2 250  | 49,4   | 2 309  | 50,6   |
| Densité (hab./km²) | 31     | 31    | 15,3   | 15,3   | 15,7   | 15,7   |